# 20 Bee Gees Winners Vol. 1
A 20 Bee Gees Winners Vol. 1 című lemez a Bee Gees  együttes 1991-ben, Skandináviában megjelent válogatáslemeze.

## Az album dalai
1. Massachusetts  (Barry, Robin és Maurice Gibb) – 2:26
2. I've Gotta Get A Message To You (Barry, Robin és Maurice Gibb)  – 2:59
3. Words  (Barry, Robin és Maurice Gibb) – 3:18
4. I Started A Joke  (Barry, Robin és Maurice Gibb) – 3:09
5. First Of May  (Barry, Robin és Maurice Gibb) – 2:52
6. Melody  (Barry, Robin és Maurice Gibb) – 3:50
7. Saved By The Bell  (Robin Gibb) – 3:08
8. Tomorrow Tomorrow  (Barry és Maurice Gibb) – 3:58
9. I.O.I.O  (Barry és Maurice Gibb) – 2:52
10. Don't Forget To Remember  (Barry és Maurice Gibb) – 3:27
11. My World  (Barry és Robin Gibb) – 4:23
12. How Can You Mend A Broken Heart  (Barry és Robin Gibb) – 4:01
13. Run To Me  (Barry, Robin és Maurice Gibb) – 3:08
14. Jive Talkin  (Barry, Robin és Maurice Gibb) – 3:45
15. You Should Be Dancing  (Barry, Robin és Maurice Gibb) – 4:18
16. Stayin Alive  (Barry, Robin és Maurice Gibb) – 4:48
17. How Deep Is Your Love (Barry, Robin és Maurice Gibb)  – 4:05
18. Night Fever  (Barry, Robin és Maurice Gibb) – 3:32
19. Too Much Heaven (Barry, Robin és Maurice Gibb)  – 4:58
20. Tragedy (Barry, Robin és Maurice Gibb)  – 5:01

## Közreműködők
- Bee Gees